# Chiesa di San Pietro (Puente la Reina)
La chiesa di San Pietro, in spagnolo Iglesia de San Pedro, è un luogo di culto cattolico del comune di Puente la Reina nella comunità autonoma di Navarra. Posta sul Camino Francés, uno dei rami del Cammino di Santiago di Compostela, la sua costruzione risale al XVI secolo.

## Storia

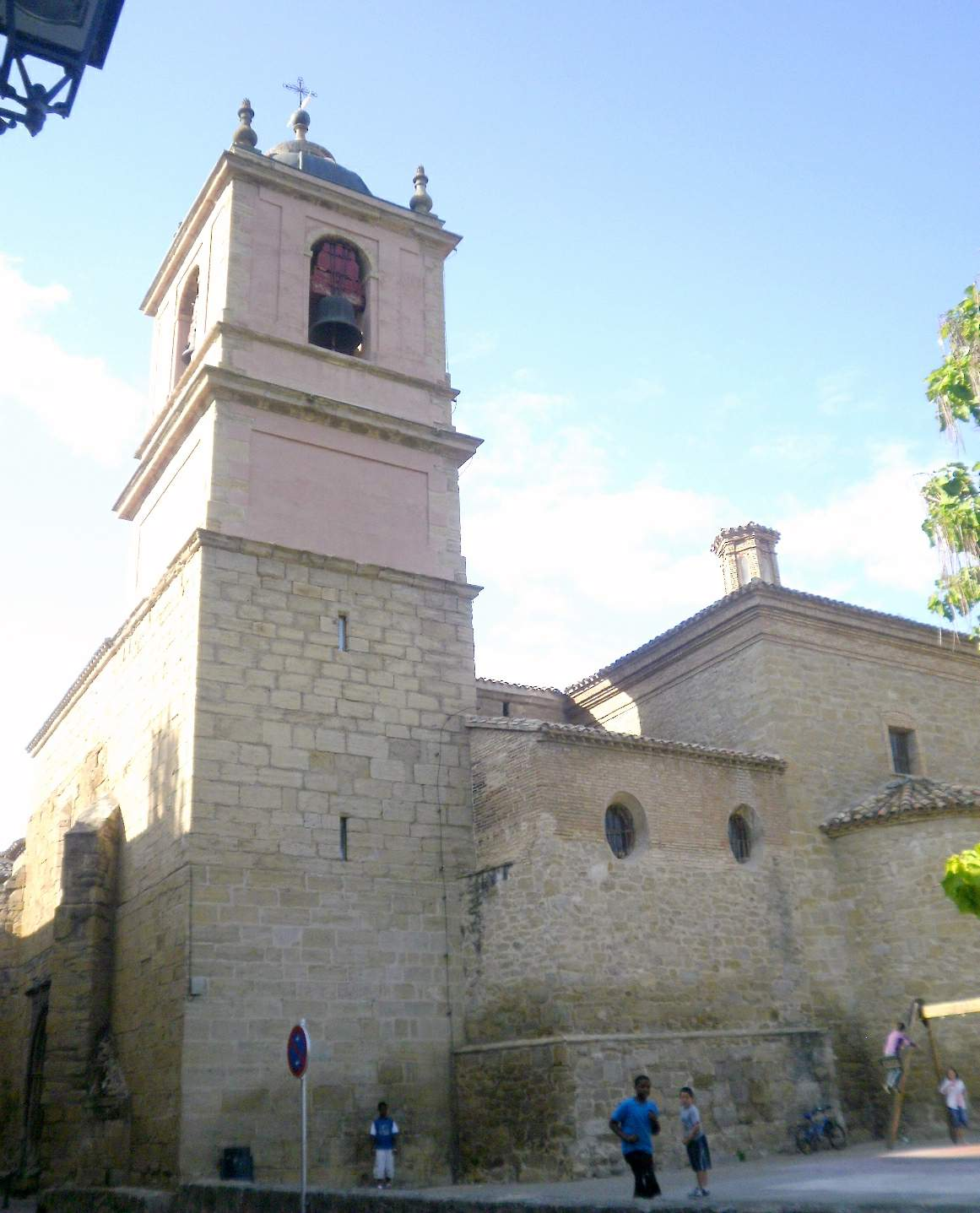
Chiesa di San Pietro

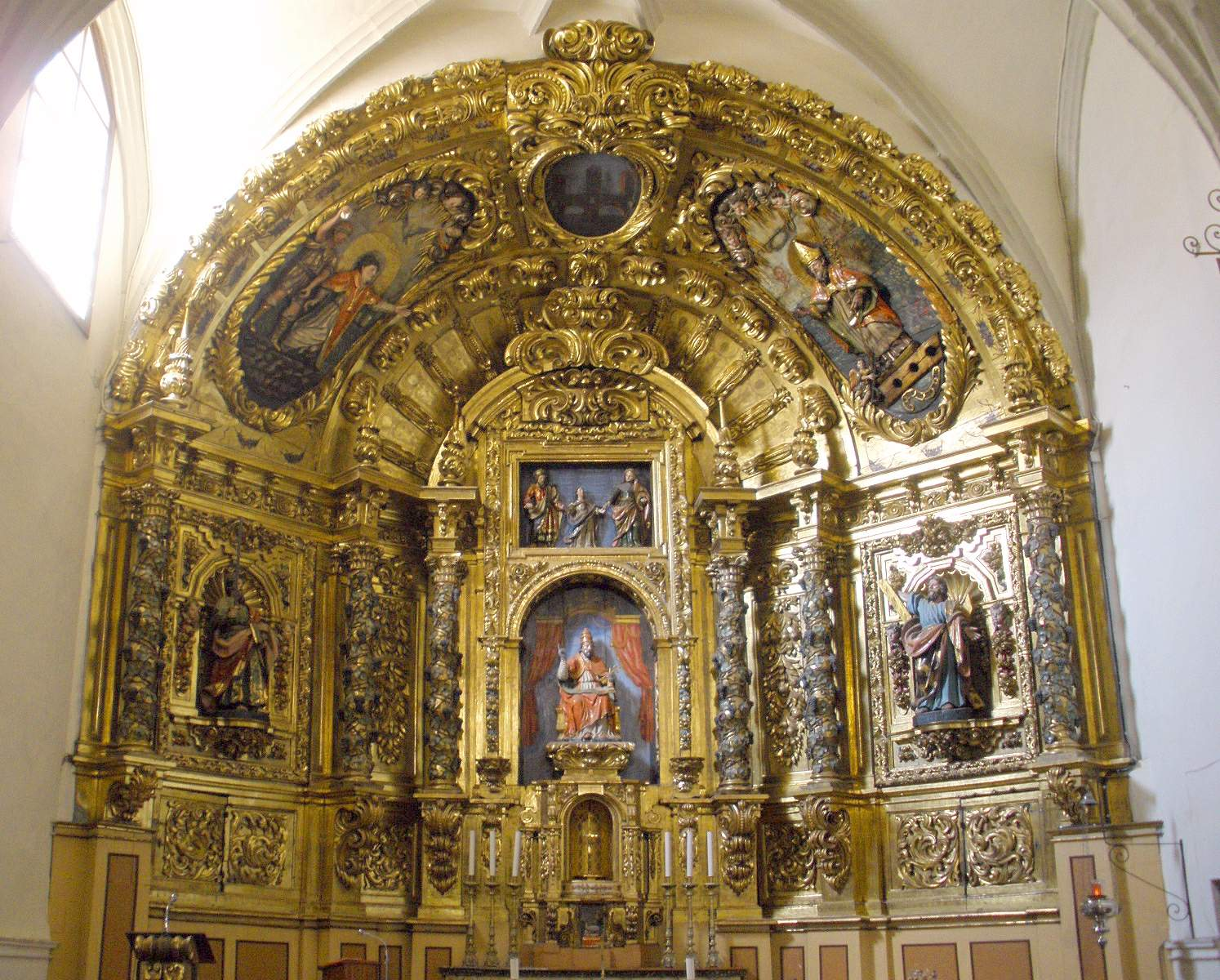
Grande pala d'altare

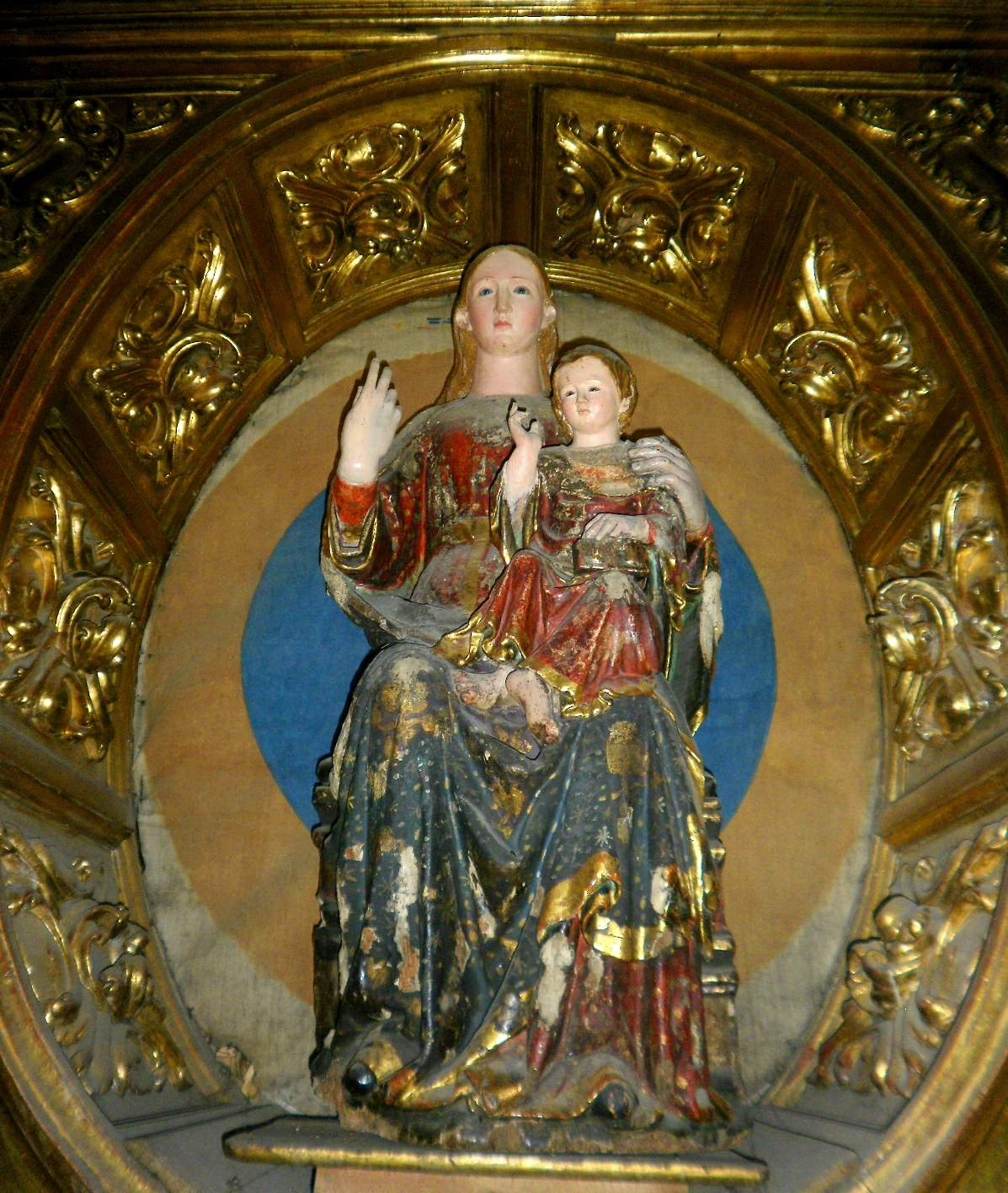
Vergine del Puy

La chiesa di San Pietro venne edificata nel XVI secolo, quindi molto più tardi delle altre due importanti chiese a Puente la Reina, quella del Crocifisso  e quella di Santiago, ma riveste un ruolo importante nella storia del Cammino in particolare per il suo legame col ponte romanico. Il ponte, quando venne costruito, aveva al centro una torre con la statua raffigurante la Vergine del Puy anche chiamata Vergine del Txori (In basco txori significa uccellino). La leggenda vuole che un uccellino pulisse con cura l'immagine della Vergine quindi, quando la torre del ponte venne demolita, la statua venne trasferita nella chiesa e divenne oggetto di venerazione.

## Descrizione

### Esterni
Il luogo di culto si trova nella parte sud occidentale dell'abitato di Puente la Reina vicina al fiume Arga e a breve distanza dal ponte romanico. La facciata ha il portale con cornice lapidea e arco a sesto leggermente acuto secondo lo stile gotico. La torre campanaria si alza in posizione arretrata sulla destra, ha una forma tozza e robusta e la sua cella si apre con quattro finestre a monofora.

### Interni
Nella sala si conserva una pala d'altare di fattura pregevole e la nota statua raffigurante la Vergine del Puy oggetto da secoli di devozione popolare.